# Lobularia canariensis
Lobularia canariensis är en korsblommig växtart som först beskrevs av Dc., och fick sitt nu gällande namn av Liv Borgen. Lobularia canariensis ingår i släktet strandkrassingar, och familjen korsblommiga växter.

## Underarter
Arten delas in i följande underarter:
- L. c. canariensis
- L. c. fruticosa
- L. c. intermedia
- L. c. marginata
- L. c. microsperma
- L. c. palmensis
- L. c. rosula-venti
- L. c. spathulata
- L. c. succulenta

## Bildgalleri

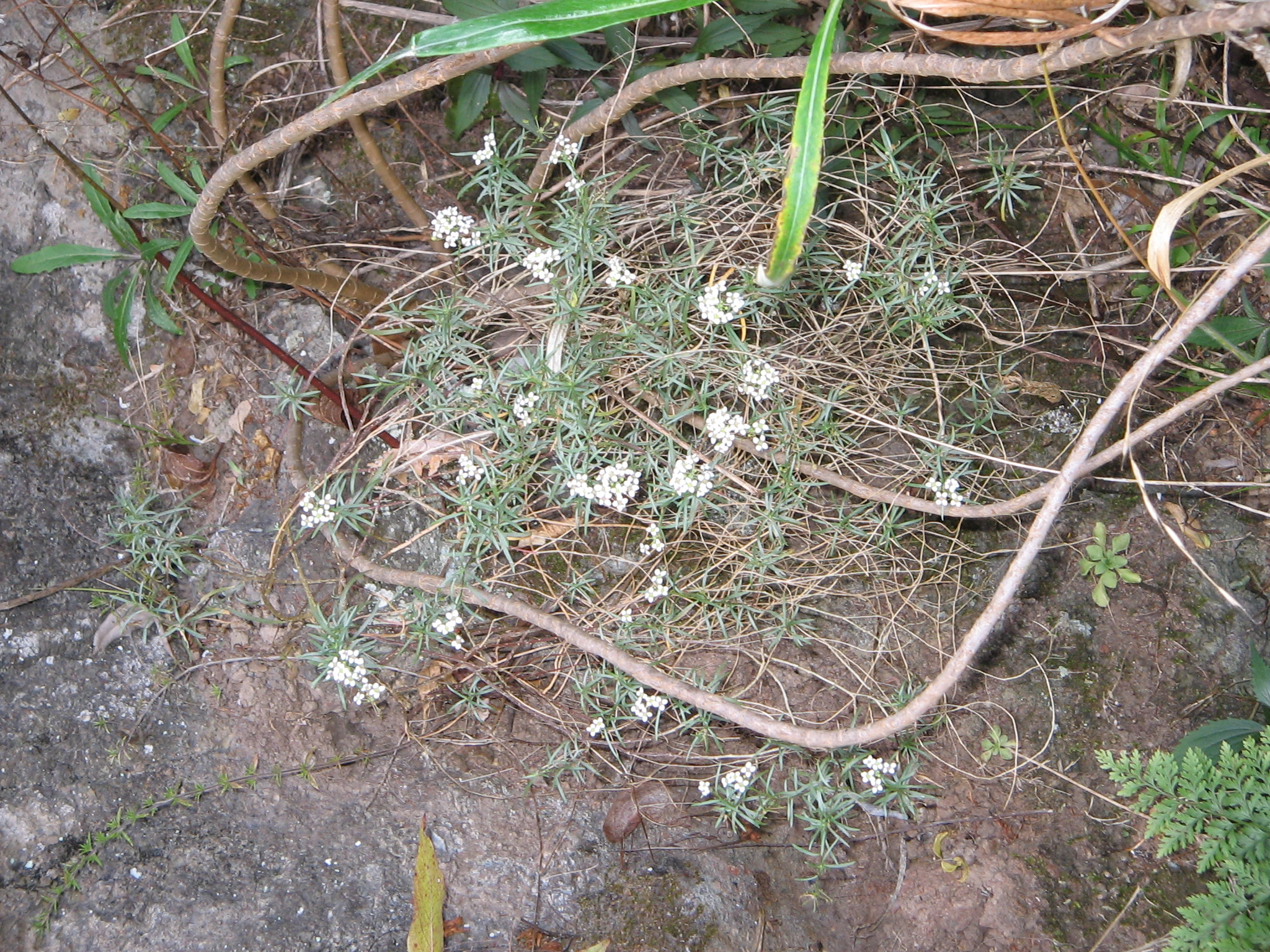